# Certima delectans
Certima delectans là một loài bướm đêm trong họ Geometridae.